# Rudolph Loewenstein

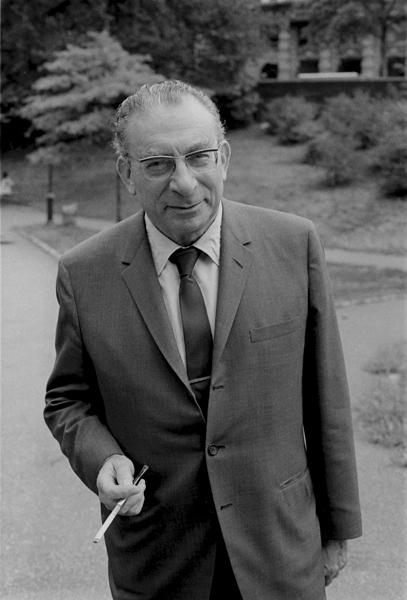
Rudolph Loewenstein

Rudolph Maurice Loewenstein (* 17. Januar 1898 in Łódź, Russisches Kaiserreich; † 14. April 1976 in New York) war ein französisch-amerikanischer Psychoanalytiker. Gemeinsam mit Heinz Hartmann und Ernst Kris bildete er das Dreigestirn der psychoanalytischen Ich-Psychologie. In einer großen Anzahl gemeinsam verfasster Artikel verfeinerten und erweiterten sie psychoanalytische Theorien.
Nach einem Medizinstudium in Zürich ging Loewenstein nach Berlin, wo er am Berliner Psychoanalytischen Institut praktizierte, und von dort 1926 nach Paris, wo er der Lehranalytiker zahlreicher französischer Psychoanalytiker wurde, unten ihnen auch Jacques Lacan. 1937 analysierte er über zwei Jahre Raymond de Saussure. 1939 wurde er als Militärarzt in die französische Armee eingezogen und floh nach dem Waffenstillstand 1940 in die Vereinigten Staaten. In New York City engagierte er sich in der Internationalen Psychoanalytischen Vereinigung, deren Vizepräsident er zwischen 1965 und 1967 war.

## Schriften (Auswahl)
- Zur Psychoanalyse der schwarzen Messen, Imago 9 (1923) S. 73–82[1]
- Die phallische Passivität beim Manne, Internationale Zeitschrift für Psychoanalyse (1935), Band XXI, Heft 1, S. 30–35
- Bemerkungen zur Theorie des therapeutischen Vorgangs der Psychoanalyse, Internationale Zeitschrift für Psychoanalyse (1937), XXIII. Band, Heft 4, S. 560–562
- Origine du masochisme et la théorie des pulsions, 1938
- The vital or somatic drives, 1940
- Zs. mit Heinz Hartmann und Ernst Kris: Notes on the theory of aggressions, 1949
- Psychoanalyse de l'Antisemitisme, 1952 (dt. Psychoanalyse des Antisemitismus, 1968)

## Die phallische Passivität beim Manne
Der Aufsatz Die phallische Passivität beim Manne basiert auf einem auf dem XIII. Internationalen Psychoanalytischen Kongress in Luzern am 28. August 1935 gehaltenen Vortrag und wurde von Helmut Polt aus dem Französischen übersetzt. Loewenstein referiert darin, anknüpfend an die Studien von Karl Abraham über Ejaculatio praecox (vorzeitiger Samenerguss) bei Männern, den Zusammenhang von schweren Potenzstörungen bei Männern und dem passiven Stadium der phallischen Phase in der kindlichen Sexualentwicklung. In dieser Entwicklungsperiode verhalte sich, so Loewenstein, das Genitalorgan des Knaben „nicht anders als andere erogene Zonen, wie z. B. die Brustwarze der Frau, oder noch deutlicher, die Klitoris, erektile Organe, deren erogene Funktion das lediglich passive Ziel des Gestreicheltwerden anstrebt.“ Lowenstein zufolge könnten daher die passiv gerichteten Genitalbefriedigungen und sexuellen Hemmungen von Männern die Folge einer verdrängten Aggressivität und einer Kastrationsangst sein, die wiederum mit bestimmten Kindheitserlebnissen verknüpft ist: „Im Laufe der Analyse findet man oft, dass sie als Knaben einen Verführungsversuch bei ihrer Mutter oder deren Vertreterin unternommen haben und dass sie dabei eine Abweisung oder eine Drohung erlebten. Diese Verführungsversuche haben im Allgemeinen durchaus kindlichen Charakter und entsprechen dem jeweiligen sexuellen Entwicklungsstadium (...) Der kleine Knabe sucht seine Mutter zu überraschen, wenn sie entkleidet ist, und erkühnt sich manchmal, ihre Brüste, ihre Hüften, zuweilen sogar die Genitalgegend berühren zu wollen (...), Die Abweisung, auf die der kleine Knabe stößt und die damit häufig verbundene Kastrationsdrohung sind nicht selten von derart traumatischer Wirkung, dass sie der genitalen Aktivität des Kindes ein Ende setzen.“

## Psychoanalyse des Antisemitismus
Das Buch Psychoanalyse de l'Antisemitisme erschien 1952 in Frankreich. Der Suhrkamp Verlag verlegte das Buch 1967 in deutscher Erstausgabe. Loewenstein liefert in diesem Werk einen Versuch, anknüpfend an die Schrift Der Mann Moses und die monotheistische Religion von Sigmund Freud, die Entstehungsbedingungen des Antisemitismus aus psychoanalytischer Sicht zu erklären. Sein Ausgangspunkt war die Beobachtung, dass „fast alle nichtjüdischen Patienten an einem bestimmten Punkt im Verlauf der psychoanalytischen Behandlung antisemitische Reaktionen“ zeigten. Loewenstein deutete dieses Verhalten als Übertragung, "d.h. der Patient überträgt auf seinen Arzt die Affekte Angst und Hass, die aus seiner Kindheit stammen (...) Man kann deshalb sinngemäß sagen, der Jude vertritt den gefürchteten und verachteten Vater." Letztlich lasse sich, so Loewenstein, diese Reaktion damit erklären, dass es „bei alle Völkern des Westens eine vorherrschende Vorstellung des Juden gebe, den man zum Sündenbock machen kann (...) Die Christen betrachten die Juden als Mörder Christi. Indem die Christen Jesus anbeten oder vergöttlichen, befreien sie sich nach Freud von dem allen Menschen gemeinsamen Schuldgefühl, das aus Todeswünschen gegen den Vater resultiert. Die Juden, die sich weigern, an die Göttlichkeit Christi zu glauben, erscheinen in den Augen der Christen als reuelose Vatermörder.“ Adolf Hitler machte sich, so Loewenstein, diesen Zusammenhang zunutze. Hierzu schreibt er: Auch das als Antisemitismus getarnte Antichristentum der Nazis war Ausdruck ihrer Revolte gegen die Kräfte des Über-Ichs (...) Das moralische Bewusstsein war die einzige Macht, welche die Deutschen daran hindern konnte, „vollkommene Nazis“ zu werden, das heißt menschliche Maschinen ohne Skrupel oder moralisches Empfinden. Nun wagten die Nazis nicht, das Christentum offen anzugreifen, sie zerstörten lieber sein Pendant: das Judentum. Seitdem bereiten die Nazis den Juden das gleiche Schicksal wie Christus, sie schlachten sie hin und versuchen dadurch, sich auf dem Rücken dieses Sündenbocks ihrer Fehler, ihrer Gewissensbisse und ihres Über-Ichs zu entledigen."

Bereits Theodor Reik hat in seinem 1923 erschienenen Werk Der eigene und der fremde Gott die Judenverfolgungen und Pogrome als „Selbstbestrafungen der Christen am anderen Objekt“ beschrieben. So schreibt Reik:
„Judenhass wäre demnach, krass gesagt, Selbsthass, am anderen Objekt ausgelebt, so wie Judenleid Hass gegen den anderen, der die Wendung gegen die eigene Person genommen hat, bedeutet (...) werden alle Leiden von den Juden als Selbstbestrafung empfunden, da ihre masochistische Befriedigung aus der Bestrafung derselben ewigen Wünsche und Tendenzen quillt, die einst verdrängt wurden.“